# Celleporina caliciformis
Celleporina caliciformis is een mosdiertjessoort uit de familie van de Celleporidae. De wetenschappelijke naam van de soort is voor het eerst geldig gepubliceerd in 1816 door Lamouroux.